# 1982 na rádio
Nesta página encontrará referências aos acontecimentos directamente relacionados com a rádio ocorridos durante o ano de 1982.

## Nascimentos
| Data           | Nome              | Profissão             | Nacionalidade | Observações | Ref |
| -------------- | ----------------- | --------------------- | ------------- | ----------- | --- |
| 24 de junho    | João Vítor Xavier | jornalista e político | Brasil        |             |     |
| 19 de dezembro | Moeko Matsushita  | atriz e cantora       | Japão         |             |     |

## Mortes
| Data | Nome | Profissão | Nacionalidade | Observações | Ref |
| ---- | ---- | --------- | ------------- | ----------- | --- |